# Sensor CCD

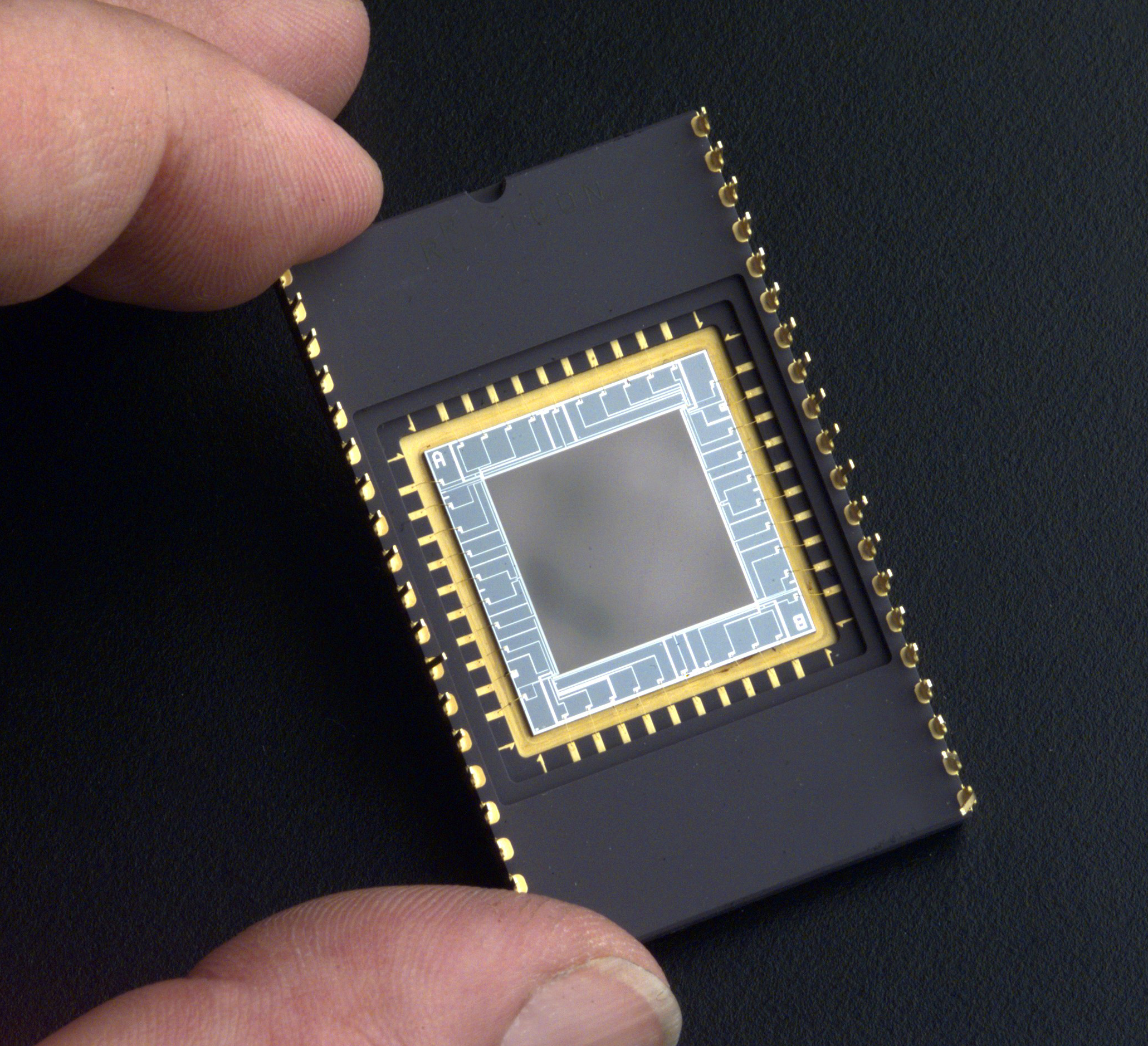
Sensor CCD.

Seqüència d'esdeveniments i moviment de càrregues en tres píxels
consecutius

Un sensor CCD o detector CCD (sigles en anglès de charge-coupled device: 'dispositiu de càrrega acoblada') és un circuit integrat que conté un nombre determinat de condensadors enllaçats o acoblats. Sota el control d'un circuit intern, cada condensador pot transferir la seva càrrega elèctrica a un o més dels condensadors que estan al seu costat en el circuit integrat.
De fet és un conjunt de cel·les de compte de fotons que formen una matriu de punts capaç de mesurar la quantitat de llum arribada a cadascun d'aquests. De manera que es pot generar una imatge digitalitzada.
Les càmeres digitals de vídeo i de fotos, així com alguns telescopis, incorporen sensors CCDs.
L'alternativa digital als CCD són els dispositius CMOS  (Complementary metal oxide semiconductor)  utilitzats en algunes càmeres digitals i en la majoria de Webcam.
En l'actualitat els CCD són molt populars en aplicacions professionals i en càmeres digitals (encara que amb una forta competència per part dels partidaris del sensor Live MOS usat per l'estàndard Quatre Terços).
Els primers dispositius CCD van ser inventats per Willard Boyle i George Smith el 17 d'octubre de 1969 en els Laboratoris Bell, tots dos premiats amb el Premi Nobel de Física de 2009 precisament per aquest invent.

## Fotografia digital
Popularment el terme CCD s'associa com un dels elements principals d'una càmera digital o d'una video digital. En aquestes, doncs, el CCD és el sensor que conté les diminutes cèl·les fotoelèctriques esmentades que capten la imatge. Des d'allà la imatge és processada pels circuits de la càmera i gravada a la targeta de memòria o a un suport magnètic.
La capacitat de resolució o detall de la imatge depèn del nombre de cèl·les fotoelèctriques del CCD. Aquest nombre s'expressa en píxels. A major nombre de píxels, major resolució. Les càmeres fotogràfiques digitals incorporen CCDs amb capacitats de fins a cent seixanta milions de píxels (160 megapíxels) en càmeres Carl Zeiss.

Filtre de Bayer utilitzat en gran quantitat de càmeres digitals.

Els píxels del CCD registren gradacions dels tres colors bàsics: vermell, verd i blau (abreujat "RGB", de l'anglès Red, Green, Blue), per la qual qual tres píxels, un per cada color, formen un conjunt de cèl·lules fotoelèctriques capaç de captar qualsevol color a la imatge. Per aconseguir aquesta separació de colors la majoria de càmeres CCD utilitzen una màscara de Bayer que proporciona una trama per a cada conjunt de quatre píxels de manera que un píxel registra llum vermella, un altre llum blava i dos píxels es reserven per a la llum verd (l'ull humà és més sensible a la llum verda que als colors vermell o blau). El resultat final inclou informació sobre la lluminositat en cada píxel però amb una resolució en color menor que la resolució d'il·luminació. Es pot aconseguir una millor separació de colors utilitzant dispositius amb tres CCD acoblats i un dispositiu de separació de llum com un prisma dicroic que separa la llum incident en els seus components vermell, verd i blau. Aquests sistemes són molt més cars que els basats en màscares de color sobre un únic CCD. Algunes càmeres professionals d'alta gamma utilitzen un filtre de color rotativa per enregistrar imatges d'alta resolució de color i lluminositat però són productes cars i tan sols poden fotografiar objectes estàtics.

## Principi de funcionament

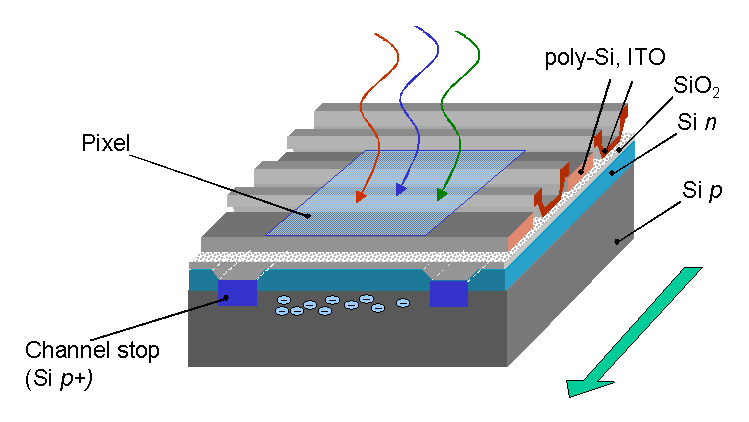
Versió simplificada en 3D d'un sensor CCD.

Els sensors CCD, igual que les cèl·lules fotovoltaiques, es basen en l'efecte fotoelèctric, la conversió espontània, en alguns materials, de la llum rebuda en corrent elèctric. La sensibilitat del detector CCD depèn de l' eficiència quàntica  del xip, la quantitat de fotons que han d'incidir sobre cada cel·la per produir un corrent elèctric.
El nombre d'electrons produït és proporcional a la quantitat de llum rebuda (a diferència de la fotografia convencional sobre negatiu fotoquímic).
Al final de l'exposició, els electrons produïts són transferits des de cada detector individual ( fotosite ) per una variació cíclica d'un potencial elèctric aplicada sobre bandes de semiconductors horitzontals i aïllades entre si per una capa de SiO2.
Són transformades en tensió, proporcional al nombre d'electrons de la capacitat "flotant" del díode. Aquest senyal passa a fora del CCD, es filtra mitjançant un circuit de "doble mostreig per correlació" abans de ser amplificat i convertit en valors digitals.
D'aquesta manera el CCD es llegeix línia a línia encara que hi ha nombrosos dissenys diferents de Sensors CCD.

## Tipus de CCD

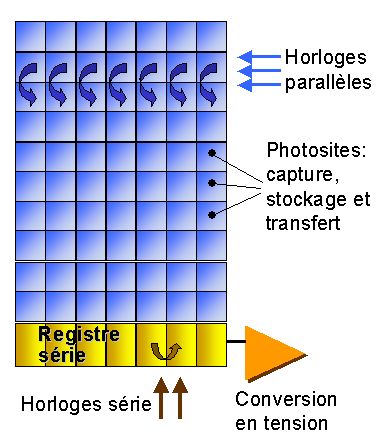
Full Frame

Tres tipus de CCD s'han asucceit en el temps i segueixen existint:
- CCD "quadre complet" (Full Frame) : on tot el conjunt de la superfície contribueix a la detecció. És el més sensible, però té diversos desavantatges:
  - Els elèctrodes (reixetes) de silici policristal·lí circulen per sobre de la capa fotosensible i absorbeixen una part important de l'espectre blau (0,35-0,45 micròmetres);
  - Cal un obturador extern per permetre que el cicle de transferència de càrrega sense il·luminació;
  - És molt sensible a l'enlluernament (blooming ). Quan un "fotosit" es desborda, inunda els seus veïns. Per a superar aquest inconvenient, es pot equipar amb un dispositiu conegut com a "drenatge d'evacuació de càrregues" (LOD-Lateral Overflow Drain), que elimina electrons desbordats i limita l'enlluernament, però disminueix la sensibilitat.
  - El CCD "full frame" últimament hi ha "fotosites" amb un pas de 6 micròmetres que poden emmagatzemar fins a 60.000 electrons amb una eficiència quàntica del 20%.

Es pot fabricar (2010) un CCD "full frame" de 60,5 megapíxels (amb una superfície efectiva de 53,9×40,4 mm).

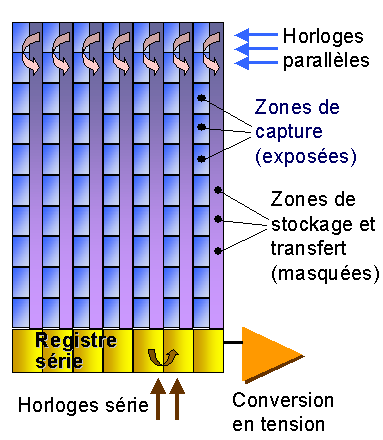
entrellaçat

- CCD "de transferència de quadre" (full-frame transfer): combina dues matrius CCD de la mateixa mida, un exposada a la llum, l'altra oculta. Es pot procedir per tant a una ràpida transferència de la matriu exposada cap a la matriu d'emmagatzematge i després digitalitzar-la en paral·lel amb l'adquisició d'una nova imatge.
  - El principal inconvenient es redueix per dos la grandària del fotosite" per una mida de sensor igual (sensibilitat meitat)
  - Els altres desavantatges (la resposta espectral, l'enlluernament) hi segueixen sent.
- CCD entrellaçat ': més complex: combina un fotodíode per a cada cel·la CCD. És utilitzat principalment en càmeres digitals.
  - El fotodíode especialitzat permet trobar una resposta espectral que cobreix correctament la llum visible (0,35-0,75 micròmetres)
  - En general, tenen un drenatge d'evacuació de càrregues que limita la propagació d'enlluernament
  - En canvi és inherentment menys sensible, els fotodíodes representen només el 25% al 40% de la superfície total. Aquest defecte és parcialment corregit mitjançant una xarxa de micro-lents convergents que millora l'eficiència quàntica del 15% al 35-45%
  - Els CCD entrellaçats recents tenen els photosites amb un pas de 8 micròmetres que poden emmagatzemar fins a 100.000 electrons.

Es poden fabricar (2009) CCD entrellaçats de 20 megapíxels (amb una àrea efectiva de 24×36 mm).

## Aplicació a l'astronomia
En tots els CCD el soroll electrònic augmenta fortament amb la temperatura i se sol multiplicar per 2 cada 6 o 8 °C. En aplicacions astronòmiques de la fotografia CCD cal refrigerar els detectors per poder-los utilitzar durant temps d'exposició llargs.
Històricament la fotografia CCD va tenir una gran empenta en el camp de l'astronomia on va substituir a la fotografia convencional a partir dels anys 80. La sensibilitat d'un CCD típic pot arribar fins a un 70% comparada amb la sensibilitat típica de pel·lícules fotogràfiques al voltant del 2%. Per aquesta raó i per la facilitat amb què de defectes a la imatge poden ser corregits informàticament, la fotografia digital va substituir ràpidament a la fotografia convencional en gairebé tots els camps de l'astronomia. Un desavantatge important de les càmeres CCD devant de la pel·lícula convencional és la reduïda àrea dels CCD, el que impedeix fer fotografies de gran camp comparat a algunes preses amb pel·lícula clàssica. Els observatoris astronòmics professionals solen utilitzar càmeres, de 16 bits, que treballen en blanc i negre. Les imatges en color s'obtenen després del processament informàtic d'imatges del mateix camp preses amb diferents filtres en diverses longituds d'ona.
Les imatges obtingudes per una càmera CCD són sotmeses a un procés de correcció que consisteix a restar de la imatge obtinguda el senyal produït espontàniament pel xip per excitació tèrmica ( camp fosc ) i dividir per una imatge d'un camp homogeni ( camp pla  o  flat field ) que permet corregir les diferències de sensibilitat en diferents regions del CCD i corregir parcialment defectes òptics de la càmera o dels objectius de l'instrument utilitzat.
El primer article astronòmic sobre l'ús d'un CCD va ser el titulat  Astronomical imaging applications for CCDs , de B. A. Smith, publicat en  JPL Conf on Charge-Coupled Device Technol. and Appls . pàgines 135-138 (1976). Una major difusió va obtenir  CCD Surface Photometry of Edge-On Spiral Galaxies , aparegut al "Bulletin of the American Astronomical Society", Vol 8, p. 350 d'aquest mateix any.